# 菱蝸牛
菱蜗牛（学名：Camaena friesiana）是柄眼目坚齿螺科坚螺属的一种。

## 型態描述
菱蝸牛在外型上與小菱蝸牛非常近似。

## 分佈
主要分佈於台灣的中、南部，屏東縣的來義鄉和滿州鄉及台南縣玉井鄉，常栖息在潮湿落叶底。